# Joseph Fesch

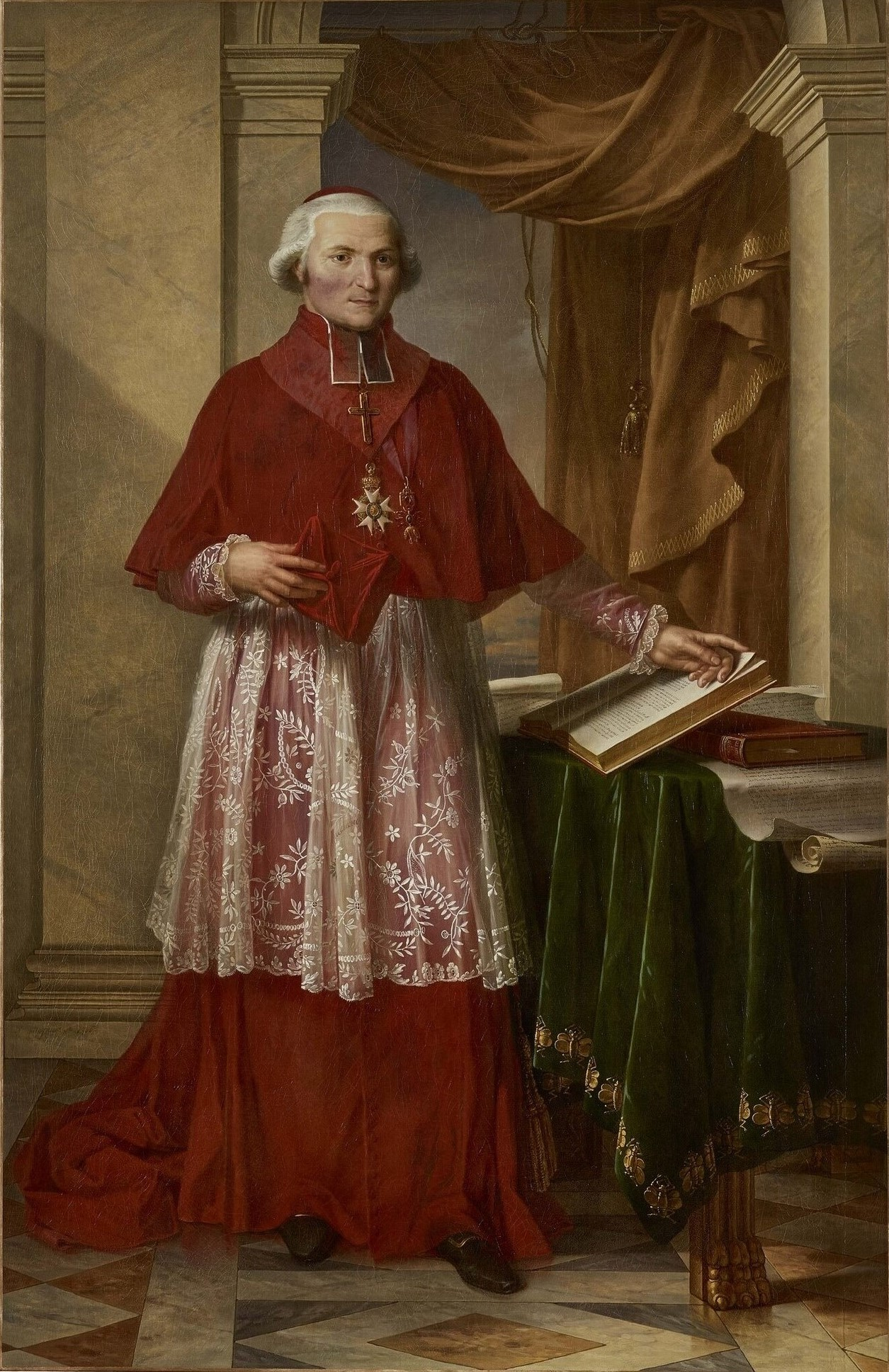
Kardinal Joseph Fesch, målning av Charles Meynier (1806).

Joseph Fesch, född 3 januari 1763 i Ajaccio, död 13 maj 1839 i Rom, var en fransk kardinal, Napoleon I:s morbror.
Fesch var vid franska revolutionens utbrott präst. Han lämnade därefter det andliga ståndet, tog tjänst i arméns intendentur och blev av Napoleon gjord till krigskommissarie under första italienska fälttåget. Under Franska konsulatet ingick han åter i det andliga ståndet, blev domherre i Bastia och efter konkordatet ärkebiskop i Lyon, 1803 kardinal och 1805 storallmoseutdelare av Frankrike. 1803–1806 var han Frankrikes ambassadör vid påvestolen. Feschs framstående diplomatiska talanger togs ofta i bruk av Napoleon, men då han under dennes strid med påven alltför mycket tog den senares parti, föll han i onåd. Han flydde 1815 från Frankrike till Rom tillsammans med sin halvsyster Letizia Ramolino, Napoleons mor. Han bosatte sig i Rom och sysslade med konst och vetenskap, och lade grunden till en stor målerisamling i Palazzo Falconieri.